# Armadillidium bimarginatum
Armadillidium bimarginatum är en kräftdjursart som beskrevs av Hans Strouhal 1929. Armadillidium bimarginatum ingår i släktet Armadillidium och familjen klotgråsuggor. Inga underarter finns listade i Catalogue of Life.